# Кародано Супериоре (Ла Специја)
Кародано Супериоре је насеље у Италији у округу Ла Специја, региону Лигурија.
Према процени из 2011. у насељу је живело 43 становника. Насеље се налази на надморској висини од 424 м.